# Amérindiens de Guyane

Drapeau des 6 peuples autochtones de Guyane.

Les Amérindiens de Guyane sont les peuples autochtones amérindiens de Guyane, département et région d'outre-mer français situé en Amérique du Sud. On compte environ 9 000 Amérindiens en Guyane, soit moins de 5 % de la population totale de la région française. Ils appartiennent aux peuples autochtones de Guyane.

## Peuples
Six ethnies amérindiennes sont présentes sur le territoire guyanais :
| Ethnie              | Population | Zone géographique | Famille linguistique |
| ------------------- | ---------- | ----------------- | -------------------- |
| Kali'na             | 3 000      | Littoral          | Caribe               |
| Lokono (ou Arawak)  | 200 à 400  | Littoral          | Arawak               |
| Palikur             | 900        | Est de la Guyane  | Arawak               |
| Teko (ou Émerillon) | 410        | Sud de la Guyane  | Tupi-guarani         |
| Wayãpi              | 400 à 600  | Sud de la Guyane  | Tupi-guarani         |
| Wayana              | 1 000      | Sud de la Guyane  | Caribe               |

## Histoire et archéologie

### XVIIesiècle
Selon l'ethnologue Éric Navet, on estime qu'au XVIIe siècle, la population des autochtones amérindiens de Guyane s'élevait à 30 000 personnes. Les rassemblements artificiels des amérindiens dans les missions jésuites seront à l'origine de la vertigineuse chute démographie qui l'affecta.
En 1654, les Anglais s'emparent de la Guyane qui redevient française dix ans plus tard, en 1664. En 1674 les jésuites arrivent en Guyane.

### XVIIIesiècle
En 1704, le père jésuite Lombard « fonde une mission à Kourou, sur la côte, où il met en pratique les principes qui régiront, pour l'essentiel, les autres établissements fondés plus tard sur l'Oyapock ». En 1733 et 1740 sont créées les missions jésuites de Saint Paul et Sainte Foy. Les maladies importées y déciment les dix peuples amérindiens peuplant le bassin de l'Oyapock : Aramakoto, Aramišo, Karana, Wes, Taripi, Kusari, etc. En 1767, les Tekos, seule ethnie survivante dans l'intérieur guyanais de la période précoloniale, sont estimés à 400 individus[réf. souhaitée]. Mais ils doivent subir les raids d'autres ethnies armées par les puissances coloniales. D'abord ceux des Galibis armés par les colons néerlandais, puis vers la fin du siècle, ceux des Wayãpi chassant les esclaves pour le compte des Portugais.

### XXesiècle
Le gouvernement français crée le Territoire de l'Inini à l'intérieur des terres guyanaises le 6 juin 1930 par décret. Sa population est alors estimée à seulement 3 000 habitants, majoritairement amérindiens, dont les intérêts sont considérés comme négligeables par l'administration face à ceux, stratégiques, de la France. En effet, les Wayãpi ne sont plus, en 1935-1940, que 480 individus, les Wayanas que 500 vers 1950, et les Tekos (Émerillons) atteignant le seuil d'extinction avec à peine plus de cinquante membres vers 1950-1960.
L'indépendance du peuple algérien de 1962 impose à la France un repli stratégique qui sera à l'origine de la création en 1964 du Centre Spatial Guyanais à Kourou, ainsi que, plus tard, de l'implantation des régiments de l'armée française ayant, notamment, combattu en Indochine et en Kabylie, bien connue de l'ancien préfet de Guyane devenu gouverneur de Tizi Ouzou, Robert Vignon.
Selon l'ethnologue français Jean-Marcel Hurault :

« Jusqu'en 1968, les populations tribales vivaient sous un régime particulier, le statut de l'Inini, qui s'appliquait à l'ensemble du territoire de la Guyane au sud de la bande littorale occupée par les communes ; le territoire de l'Inini relevait directement du préfet. Il était administré par le sous-préfet de Saint-Laurent,  assisté par les postes de gendarmerie. Sous ce régime, les populations tribales bénéficiaient d'un statut de fait parfaitement adapté à leurs besoins et à leur situation réelle. Ces populations vivaient sous leur droit coutumier, on les laissait parfaitement tranquilles et la seule forme d'administration consistait à verser aux chefs de village une petite solde. Réserve faite des soucis que continuait à donner l'état sanitaire des Indiens, toujours menacés par les épidémies, la situation dans l'Inini était aussi satisfaisante que possible. Elle aurait pu être donnée en exemple avec la plupart des pays d'Amérique du Sud. »

Durant les années 1982-1983, les Wayãpi étaient évalués à 666 personnes, dont 412 en Guyane. Les Tekos, dénombrés en 1985, sont désormais environ 230 dont 40 sur le Tampok et l'Itany, plus de 180 dans la région des trois villages du confluent Oyapock-Camopi, et une dizaine, mariés à des Créoles et des Brésiliens, à Cayenne.
Il faudra attendre la fin du siècle pour que plusieurs espaces naturels de la forêt guyanaise, notamment, soient sanctuarisés sous la forme administrative de « réserves naturelles nationales », sans qu'il soit, toutefois, tenu réellement compte des territoires ancestraux de chasse des peuples autochtones amérindiens.

### XXIesiècle: entre or jaune et or vert
Depuis le début des années 2000 les communautés amérindiennes de Guyane connaissent une « épidémie de suicides », en particulier chez les jeunes. Le taux de suicide est de dix à vingt fois plus élevé qu'en France métropolitaine.
En 2012, le nombre des habitants amérindiens de l'ensemble de la Guyane française est estimé à neuf mille personnes.

## Politique et administration
De 1946 à la fin des années 2000, la départementalisation de la Guyane et les changements sociaux parmi les gens amérindiens ont beaucoup changé les stratégies d'intégration à l'État. D'abord considérés en tant que sujets de mesures de protection spécifiques, ils ont en suite été admis comme citoyens français. Malgré ce renforcement de leurs droits, la demande de politiques publiques spécifiques au nom de leur différence culturelle et de leur autochtonie n'a pas disparu, d'abord soutenue par les ethnologues puis par les leaders du mouvement amérindien. Malgré des décennies d'activisme, l'État a peu répondu à ces demandes . Ce bilan mitigé est du en premier lieu à la faible proportion démographique des Amérindiens dans la population guyanaise, un état de fait qui les marginalise d'un point de vue électoral et politique. De plus, le statut de la Guyane confère à ce pays une autonomie politique extrêmement réduite. L'adaptation de l'administration aux réalités sociales amérindiennes a donc abouti à un bricolage plutôt qu'à une réelle reconnaissance des droits des peuples autochtones de Guyane. Les refus de l'État français de reconnaître quelques droits autochtones que ce soient se sont aussi combinés aux conflits internes au sein de la Fédération des Organisations Autochtones de Guyane. Néanmoins, des stratégies alternatives ont émergé pour assurer la participation des communautés locales de Guyane, comme par exemple la création du grand conseil coutumier au début de l'année 2018.

## Culture
- Maraké
- Nuit du Sanpula

### Architecture
Le carbet est une structure architecturale traditionnelle des régions tropicales, notamment en Guyane et dans les Caraïbes. Originaire des cultures autochtones, il est souvent utilisé comme lieu de rassemblement, de repos ou de cérémonies.
Les avantages du carbet sont en général les suivants :
- abaissement de la température dû à la large surface d'ombre qui permet de garder une partie de la fraîcheur nocturne (jusqu'à 7 °C) ;
- protège de la pluie ;
- par le jeu du clair-obscur, permet de voir tout en étant partiellement dissimulé ;
- construction bon marché.

### Cultures vestimentaires
Les femmes amérindiennes portent un costume composé de tissu et de perles, les hommes portent un calimbé[réf. souhaitée].

### Gastronomie

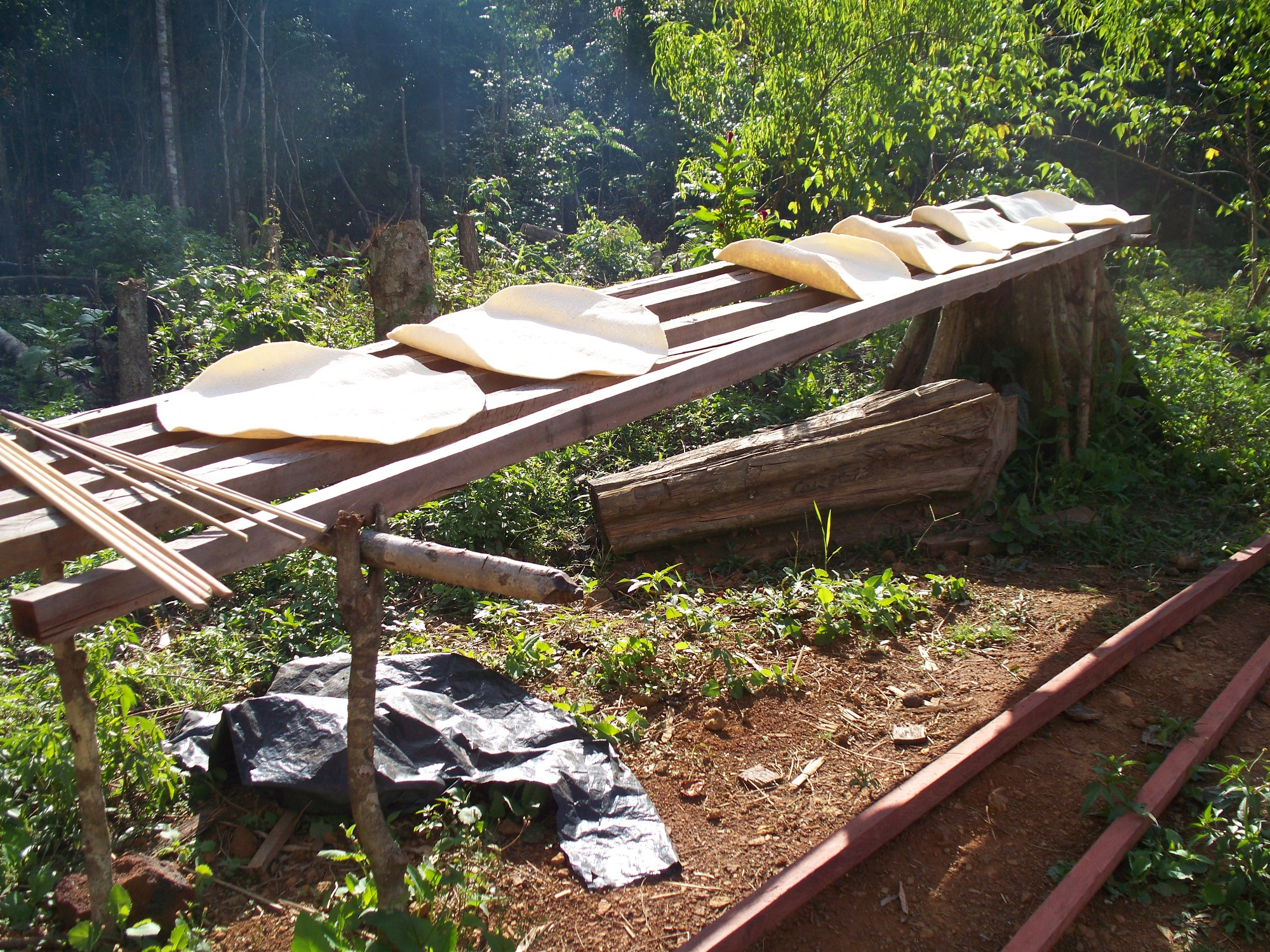
Galettes de cassave mises à sécher sur une claie.

Les spécialités des cuisines amérindiennes sont la soupe de jus de manioc, les viandes et poissons bouillis ou boucanés accompagnés de couac et cassave, et divers mets issus de la forêt (escargots de rivière, vers palmistes, miel de mélipones…). La boisson typiquement amérindienne est le Cachiri.

### Sport
- Jeux kali’na

### Exploitation aurifère et orpaillage illégal
- Exploitation aurifère en Guyane, Montagne d'or

### Droit international
- Anthropologie juridique, Savoirs traditionnels, Coutume
- Peuples autochtones de Guyane, Droit des peuples autochtones (Déclaration des droits des peuples autochtones)
- Génocide des peuples autochtones
- Terra nullius, Doctrine de la découverte, Colonialisme, Colonisation, Décolonisation, Droit des peuples à disposer d'eux-mêmes

Association Moliko Alet+po

### Bulles pontificales
- Romanus pontifex (1455), Aeterni regis (1493), Inter caetera (1493)